# Pyrgus
Pyrgus — рід денних метеликів родини головчаків (Hesperiidae).

## Поширення
Більшість видів поширені у Голарктиці, лише Pyrgus centaureae, ruralis , scriptura та xanthus трапляються у Неотропіці.

## Опис
Невеликі метелики з темно-коричневими верхніми крилами, прикрашеними білими плямами. Часто важко відрізнити різні види за орнаментом на крилах, і для ідентифікації часто потрібен огляд геніталій.

## Види
- Pyrgus accretus (Verity, 1925)
- Pyrgus alpinus Erschoff, 1874
- Pyrgus alveus (Hübner, 1803)
- Pyrgus andromedae (Wallengren, 1853)
- Pyrgus armoricanus (Oberthur, 1910)
- Pyrgus cacaliae (Rambur, 1839)
- Pyrgus carlinae (Rambur, [1839])
- Pyrgus carthami (Hübner, [1813])
- Pyrgus centaureae (Rambur, 1842)
- Pyrgus centralitaliae (Verity, 1920)
- Pyrgus cinarae (Rambur, 1839)
- Pyrgus cirsii (Rambur, 1839)
- Pyrgus foulquieri (Oberthür, 1910)
- Pyrgus jupei (Alberti, 1967)
- Pyrgus maculatus Bremer & Grey, 1853
- Pyrgus malvae (Linnaeus, 1758)
- Pyrgus malvoides (Elwes & Edwards, 1897)
- Pyrgus melotis Duponchel, 1832
- Pyrgus nepalensis Higgins, 1984
- Pyrgus onopordi (Rambur, 1839)
- Pyrgus pontica Reverdin, 1914
- Pyrgus ruralis (Boisduval, 1852)
- Pyrgus scriptura (Boisduval, 1852)
- Pyrgus serratulae (Rambur, [1839])
- Pyrgus sidae (Esper, 1784)
- Pyrgus speyeri (Staudinger, 1887)
- Pyrgus warrenensis (Verity, 1928)
- Pyrgus xanthus W. H. Edwards, 1878